# 브레클랜드

브레클랜드의 위치

브레클랜드(영어: Breckland District)는 잉글랜드 노퍽주에 위치한 비도시 자치구로 중심 도시는 디어럼이며 인구는 133,986명(2014년 기준), 면적은 1,035.1km2이다.